# Округ Калверт (Мериленд)
Округ Калверт (енгл. Calvert County) је округ у америчкој савезној држави Мериленд.

## Демографија
По попису из 2010. године број становника је 88.737, што је 14.174 (19,0%) становника више него 2000. године.
| Група             | 2000.          | 2010.          |
| Белци             | 61.894 (83,0%) | 70.680 (79,7%) |
| Афроамериканци    | 9.773 (13,1%)  | 11.930 (13,4%) |
| Азијати           | 655 (0,9%)     | 1.260 (1,4%)   |
| Хиспаноамериканци | 1.135 (1,5%)   | 2.437 (2,7%)   |
| Укупно            | 74.563         | 88.737         |